# Чемпіонат Франції з тенісу 1913
Чемпіонат Франції з тенісу 1913 - 23-й розіграш Відкритого чемпіонату Франції. Макс Декюжі здобув титули в одиночному та парному (разом із Морісом Жермо) розрядах. У жіночому одиночному розряді перемогла Маргарита Брокдіс, а у парному - сестри Сюзанн та Бланш Амблар. Титул у міксті захистили Дейзі Спераца та Вільям Лоренц.

## Дорослі

### Чоловіки, одиночний розряд
Макс Декюжі переміг у фіналі  Жоржа Ґола

### Жінки, одиночний розряд
Маргарита Брокдіс перемогла у фіналі  Жанну Матте 6–3, 6–3

### Чоловіки, парний розряд
Макс Декюжі /  Моріс Жермо перемогли у фіналі пару  Альбер Кане /  Вільям Лоренц 6-4, 2-6, 6-2, 6-8, 6-2

### Жінки, парний розряд
Сюзанн Амблар /  Бланш Амблар перемогли у фіналі пару  Арані /  Маргарита Брокдіс 4-6, 6-2, 6-2

### Змішаний парний розряд
Дейзі Сперанца /  Вільям Лоренц перемогли у фіналі пару  Елізабет Раян /  Макс Декюжі